# Tarro de galletas

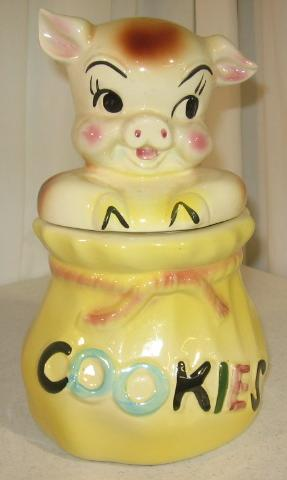
Tarro de galletas alrededor del año 1950.

Tarro de galletas es un recipiente de cerámica, cristal o lata. Algunas fuentes sitúan su origen en de la cultura anglosajona.[cita requerida] Pueden almacenar galletas, caramelos, golosinas para perros, e incluso objetos no comestibles como monedas a modo de hucha.

## Origen e historia
Los tarros de galletas se han usado en Inglaterra desde finales del siglo XVIII, cuando solían hacerse de cristal con tapas metálicas. Se hicieron populares en América en la época de la Gran Depresión de 1929. Los primeros tarros de galletas estadounidenses eran de cristal con tapas metálicas a rosca. En los años 30 el gres pasó a ser el material preferido para elaborarlas. Los tarros más antiguos tenían típicamente formas cilíndricas simples y a menudo se pintaban con motivos florales o vegetales, o se estampaban con calcomanías coloridas.
Se reconocerse a la Brush Pottery Company de Zanesville (Ohio) como fabricante del primer tarro de galletas de cerámica. El tarro era de color verde con la palabra Cookies (‘Galletas’) en relieve delante. La mayoría de los fabricantes de tarros de galletas siguieron a Brush a finales de los años 30, pasándose a la cerámica, y los diseños se hicieron más novedosos, con figuras, frutas, verduras, animales y otras interpretaciones caprichosas, como la famosa Caperucita Roja de Hull. La época dorada de la producción estadounidense de tarros de galletas fue de 1940 a 1970, con varios fabricantes importantes.

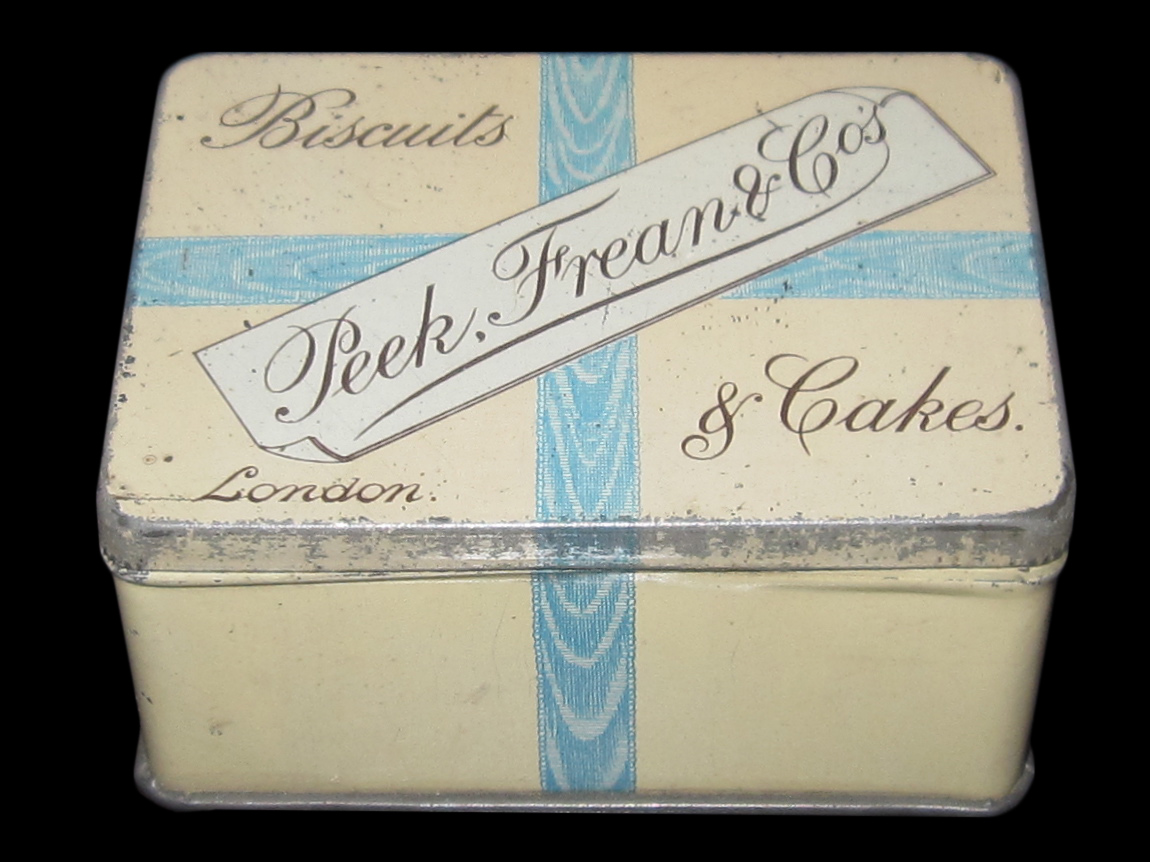
Tarro de galetas Peek Freans.

Los tarros de galletas de McCoy, producidos en Roseville (Ohio), son muy apreciados por los coleccionistas. La compañía fabricó tarros de galletas desde aproximadamente 1939 hasta el cese de producción en 1987, y el primer modelo que produjo (Mammy) se convirtió con el tiempo en uno de los más coleccionados y valiosos.
American Bisque de Williamstown (Virginia Occidental) está reconocido como otro fabricante prominente de tarros de galletas. Se diferencian especialmente por los muchos personajes de dibujos animados que decoran sus modelos.
Otros fabricantes importantes de Estados Unidos son Red Wing (Minnesota), Metlox Pottery (California), Abingdon Pottery (Illinois) y Shawnee Pottery (Ohio).

## Coleccionismo
Andy Warhol reunió una colección de 175 tarros de galletas de cerámica, con multitud de formas y figuras. La mayoría de ellos fueron adquiridos en mercadillos. La colección de Warhol apareció en una importante revista, aumentando el interés en este tipo de coleccionismo. En una subasta del contenido de su apartamento en 1987, la colección de Warhol alcanzó los 250.000$.